# Schuppanzigh Quartet
El Quartet Schuppanzigh va ser un quartet de corda format a Viena a la dècada de 1790 pel violinista Ignaz Schuppanzigh. Va continuar, amb interrupcions i canvis de membres, durant molts anys. Schuppanzigh era un íntim amic i admirador de Ludwig van Beethoven, i el quartet va fer les primeres interpretacions de molts dels quartets de corda de Beethoven.

## Orígens

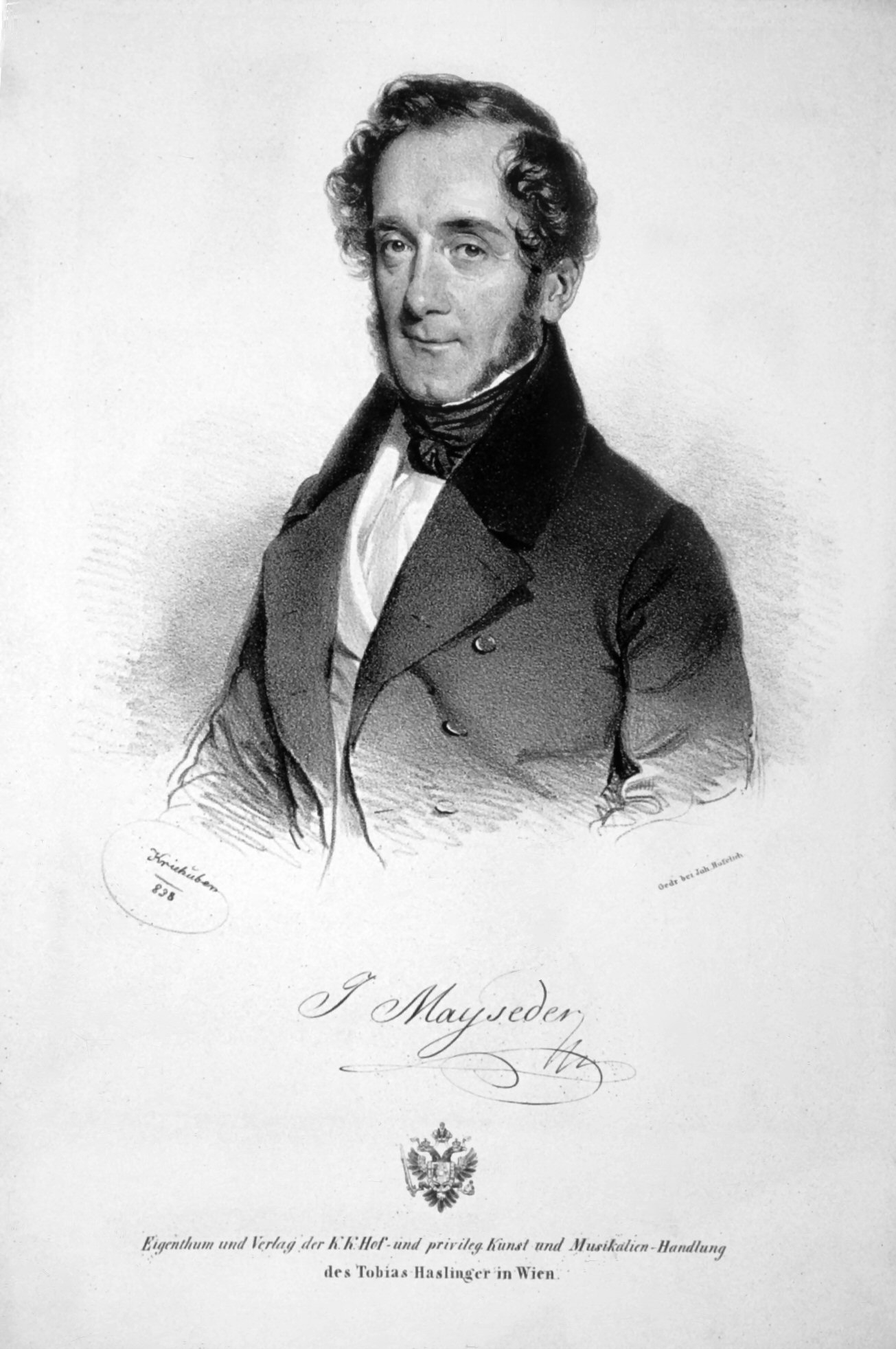
Joseph Mayseder (Litografia de Josef Kriehuber, 1838)

Ignaz Schuppanzigh va reunir un quartet de corda informal per al príncep Lichnowsky el 1795. Els seus membres variaven; els músics més habituals, tots menors de 20 anys, eren Louis Sina tocant el segon violí, Franz Weiss tocant la viola i Nikolaus Kraft tocant el violoncel. El primer conjunt de quartets de corda de Beethoven, op. 18, que es van completar l'any 1800, van ser interpretats per primera vegada pel quartet de Schuppanzigh.
El 1805 Schuppanzigh va formar el seu propi quartet; la resta de músics eren Joseph Mayseder (segon violí), Anton Schreiber (viola) i Antonín Kraft, pare de Nikolaus Kraft (violoncel). Els seus primers concerts van tenir lloc a "Heiligenkreutzerhof", una casa particular; més tard al restaurant Römischer Kaiser.

## Quartet del comte Razumovski
El 1808, el comte Andrei Razumovski, que era un músic aficionat i li agradava reunir músics al seu palau per tocar música de cambra, va encarregar a Schuppanzigh que muntés un nou quartet de corda. Es tractava d'un acord permanent, els membres tenien contractes de per vida. Louis Sina tocava el segon violí, Franz Weiss tocava la viola i Joseph Linke tocava el violoncel.

El desembre de 1808, Johann Friedrich Reichardt, compositor i escriptor de música, va assistir a un dels concerts de Razumovsky. Hi va escriure:
| « | En general, aquest quartet estava molt ben format... Herr Schuppanzigh té una manera de tocar individual i picant que és molt adequada per als quartets humorístics de Haydn, Mozart i Beethoven... Executa amb claredat, encara que no sempre del tot net. els passatges difícils, que els virtuosos locals semblen evitar del tot. També accentua molt correctament i significativament. El seu cantabile sovint és realment cantant i commovedor. També dirigeix els seus col·legues ben escollits amb habilitat i veritat en l'esperit del compositor. | » |

## Anys posteriors

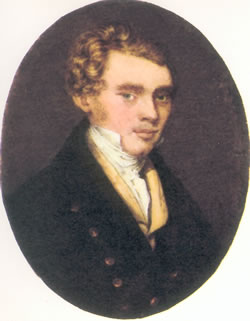
Karl Holz

La nit de Cap d'Any de 1815, un incendi va destruir el palau de Razumovsky i el quartet de Schuppanzigh va ser dissolt. Schuppanzigh va deixar Viena, i durant diversos anys va estar establert a Sant Petersburg mentre feia gires de concerts per Polònia i Prússia. Va tornar a Viena el 1823 i va reformar el seu quartet de corda; Karl Holz es va convertir en segon violinista, i els altres membres eren com abans. Van fer concerts oberts al públic amb subscripció; era inusual durant aquest període donar concerts de música per a quartet de corda.
El 1824, Beethoven, que no havia escrit cap quartet de corda des del seu Op. 95 el 1810, va compondre el seu Quartet de corda op. 127, a un encàrrec de l'aristòcrata rus Nikolay Borisovich Galitzin. L'any següent el quartet de Schuppanzigh va fer la primera interpretació d'aquesta obra; Beethoven no estava satisfet amb l'actuació, de la qual va culpar a Schuppanzigh, però el quartet va interpretar més tard els altres dos quartets de corda encarregats per Galitzin: String Quartet Op. 130 i Quartet de corda op. 132. També van oferir la primera interpretació del Quartet en la menor de Schubert (D. 804).

## Després de Schuppanzigh
Després de la mort de Schuppanzigh el 1830, el violinista i compositor Leopold Jansa va formar un quartet de corda: hi incloïa Karl Holz i Joseph Linke. Va actuar, amb pauses i canvis de membres, fins al 1849, quan Jansa es va traslladar a Londres; aleshores el quartet va ser dirigit per Joseph Hellmesberger i es va anomenar Hellmesberger Quartet. Joseph Mayseder, membre del quartet de Schuppanzigh en els seus primers anys, va formar el seu propi quartet el 1817, que va actuar fins al 1860.